# Cricket in Suriname
Cricket werd in Suriname aan het begin van de 20e eeuw geïntroduceerd. De vertegenwoordiger is de Surinaamse Cricket Bond die lid is van ICC Americas en de wereldbond International Cricket Council. Suriname wordt tijdens internationale toernooien vertegenwoordigd door het Surinaams cricketelftal.

## Geschiedenis
Een van de grondleggers van de Surinaamse cricketsport was William Bourne die in 1909 de eerste voorzitter werd van een cricketvereniging in Paramaribo. Een vroege vermelding van de SCB in een Surinaamse krant gaat terug tot minimaal 1923. Enkele personen uit de geschiedenis van de SCB zijn onder andere Singh Chaitram, een cricketer uit oorspronkelijk Guyana en bestuurslid van 1931 tot 1981, en Ratan Oemrawsingh, een centrale figuur in de Surinaamse cricketsport in de jaren 1970.
In augustus 2015 kondigde de SCB een transformatieproces aan in samenwerking met de International Cricket Council (ICC), omdat op dat moment niet werd voldaan aan de doelen voor het geassocieerd lidmaatschap. Een half jaar later werd het Surinaams cricketelftal geschorst tijdens het toernooi World Cricket League (WCL) in New Jersey naar aanleiding van een onderzoek naar de rechtmatigheid van de spelers. Het voorval kwam aan de orde nadat de Vanuatu Cricket Association de nationaliteit van enkele spelers ter discussie had gesteld; Vanatu was in 2015 in de halve finale uitgeschakeld door Suriname. Hierbij zou het om zes spelers gaan, onder wie Gavin Singh, Muneshwar Patandin, Wasim Haslim, Vishwar Shaw en Sauid Drepaul.
Het ICC en het SCB-bestuur maakten afspraken voor de toekomst. In de maanden erna bleef het onrustig onder de Surinaamse cricketbesturen.
Iris Jharap, geboren in Paramaribo, is de enige Surinaamse die een officiële ODI-wedstrijd heeft gespeeld voor het Nationale Nederlandse Cricketteam voor vrouwen.